# IC 2409
IC 2409 ist eine Balken-Spiralgalaxie vom Hubble-Typ SBa im Sternbild Krebs auf der Ekliptik. Sie ist schätzungsweise 279 Millionen Lichtjahre von der Milchstraße entfernt und hat einen Durchmesser von etwa 85.000 Lj.

Im selben Himmelsareal befinden sich u. a. die Galaxien NGC 2667, IC 2398, IC 2406, IC 2414.
Die Typ-IIP-Supernova SN 2007aq wurde hier beobachtet.
Das Objekt wurde am 13. Januar 1901 von Max Wolf entdeckt.